# 愛知県立大府特別支援学校
愛知県立大府特別支援学校（あいちけんりつ おおぶとくべつしえんがっこう）は、愛知県大府市森岡町にある公立特別支援学校。小児慢性疾患などの病気で長期の入院や療養を必要とする児童・生徒を教育対象とする。校舎は隣接するあいち小児保健医療総合センターと渡り廊下で接続しており、同病院に入院中の生徒が通学するのに使用されている。
また、半田特別支援学校と三好特別支援学校の教室不足を解消するため、敷地内に新たに知的障害特別支援学校「大府もちのき特別支援学校」が新設され、2018年（平成30年）4月に開校した。

## 校訓
- 『強く 明るく 健やかに』

## 沿革
- 1953年（昭和28年） - 大府町立大府小・中学校大府荘分校分校として認可[5]。
- 1964年（昭和39年） - 県立教員保養所廃止に伴い、その建物を利用し愛知県立名古屋特別支援学校大府分校設置[5]。
- 1970年（昭和45年） - 現在地に移転[5]。
- 1972年（昭和47年） - 愛知県立大府養護学校として独立[5]。
- 1974年（昭和49年） - 高等部設置[5]。
- 1979年（昭和54年） - 養護学校義務制に伴い施設内教育開始[5]。
- 1981年（昭和56年） - 訪問教育開始[5]。
- 2014年（平成26年） - 「愛知県立大府特別支援学校」に校名変更[5]。

## 学部
- 小学部
- 中学部
- 高等部
- 訪問教育

## 交通アクセス
- 知多バス大府線「あいち小児センター」バス停下車、徒歩で約1分[6]。